# Питая
Питая, срещано също като питахая и драконов плод, е общото название на плодовете от някои видове кактуси от родовете Hylocereus и Stenocereus. Питахаята има красиви големи ароматни цветове, които могат да се видят само нощем, поради което понякога е наричана „кралицата на нощта“ или „лунно цвете“. Среща се предимно в Югоизточна Азия и Южна Америка, но произлиза от Мексико.
Плодът има продълговата форма, с яркочервена и гладка кора, с малки зелени израстъци или жълта грапава кора с леко бодливи израстъци.
Месестата част на жълтата разновидност е бяла, а на червено–бяла или цикламено-червена, сочна и умерено сладка, с множество малки черни семенца, които не винаги са ядливи. Плодът няма ясно изразен аромат. Видът Hylocereus се култивира в Северна и Южна Америка, както и във Виетнам. В Австралия е внесена от Колумбия, където получава името Hylocereus ocampensis (червена питая) и Cereus triangularis (жълта питая). Cereus triangularis е синоним на Hylocereus Undatus.
Най-разпространена е консумацията на плода охладен и с малко лимонов сок. Добре узрелите плодове трябва да се съхраняват в хладилник и да се консумират в рамките на една седмица.